# Arthroleptidae
Arthroleptidae é uma família de anfíbios pertencentes à ordem anura, subordem Neobatrachia.
Os representantes desta família são encontrados na África subsariana.

## Géneros
- Sub-família Arthroleptinae Mivart, 1869[2]
  - Arthroleptis Smith, 1849.
  - Cardioglossa Boulenger, 1900.

- Sub-família Astylosterninae Noble, 1927[3]
  - Astylosternus (Werner, 1898)
  - Leptodactylodon (Andersson, 1903)
  - Nyctibates (Boulenger, 1904)
  - Scotobleps (Boulenger, 1900)

- Sub-família Leptopelinae Laurent, 1972 [4]
  - Leptopelis Günther, 1859